# Stephens (Arkansas)
Stephens is een plaats (city) in de Amerikaanse staat Arkansas, en valt bestuurlijk gezien onder Ouachita County.

## Demografie
Bij de volkstelling in 2000 werd het aantal inwoners vastgesteld op 1152.
In 2006 is het aantal inwoners door het United States Census Bureau geschat op 1050, een daling van 102 (-8,9%).

## Geografie
Volgens het United States Census Bureau beslaat de plaats een oppervlakte van
7,1 km², geheel bestaande uit land. Stephens ligt op ongeveer 76 m boven zeeniveau.

## Plaatsen in de nabije omgeving
De onderstaande figuur toont nabijgelegen plaatsen in een straal van 32 km rond Stephens.